# Воловица (Черниговская область)
Волови́ца (укр. Воловиця) — село, расположенное на территории Борзнянского района Черниговской области Украины, на левом берегу реки Десна.

## История
В ХІХ столетии село Воловица было в составе Блистовской волости Сосницкого уезда Черниговской губернии. В селе была Михайловская церковь. Священнослужители Михайловской церкви; В 1804 году — священник Василий Кочерга
До революции в селе помимо церкви было земское народное начальное училище (1881), библиотека читальня (1909), работал фельдшерско-акушерский пункт, пожарная бригада, шинок, действовали более чем 15 ветряных мельниц. Церковь св. Архангела Михаила меняла своё место расположения два раза. На месте старой церкви стояла часовня («каплица»). Землей в селе владели дворяне Александр Авксентиевич Чикилевский(около 1856—1908), Лавр Павлович Кочерга (около 1873 — после 1927), воловицкие козаки и казённые крестьяне, а также особы из других сельских обществ, владевшие землей на правах покупки. Воловицкое сельское общество находилось в Блистовицкой волости, Сосницкого уезда. В селе сохранилась деревянная ветряная мельница, которую построил козак Костырко до революции.
Воловица — единственный населённый пункт Борзнянского района, расположенный на берегу Десны.
| 1746 | 1756 | 1766 | 1774 | 1780 | 1786 | 1794 | 1807 | 1830 | 1858 | 1872 | 1897 | 1925 | 1943 | 1951 | 1986 | 1998 | 2001 | 2008 | 2013 |
| ---- | ---- | ---- | ---- | ---- | ---- | ---- | ---- | ---- | ---- | ---- | ---- | ---- | ---- | ---- | ---- | ---- | ---- | ---- | ---- |
| 404  | 438  | 648  | 634  | 659  | 750  | 728  | 727  | 686  | 864  | 831  | 1298 | 1423 | 781  | 1248 | 720  | 530  | 450  | 376  | 260  |
| ↘    | ↗    | ↗    | ↘    | ↗    | ↗    | ↗    | ↘    | ↘    | ↗    | ↘    | ↗    | ↗    | ↘    | ↗    | ↘    | ↘    | ↘    | ↘    | ↘    |